# Crocidura hirta
Crocidura hirta es una especie de musaraña (mamífero placentario de la familia Soricidae).

## Distribución geográfica
Se encuentra en Angola, Botsuana, República Democrática del Congo, Malaui, Mozambique, Suazilandia, Tanzania, Zambia, Zimbabue y, posiblemente también, Kenia, Namibia y Somalia.